# Tramlijn Breskens - Maldegem
De Tramlijn Breskens - Maldegem, was een tramlijn op meterspoor in Zeeuws-Vlaanderen. Vanuit Breskens liep de lijn via Schoondijke, Oostburg, Draaibrug en Aardenburg naar Maldegem.

## Geschiedenis
De lijn werd in 1887 geopend door de Stoomtram-Maatschappij Breskens - Maldeghem. Vanaf 1 augustus 1948 werd het reizigersvervoer gestaakt, in september 1949 werd ook het goederenvervoer stilgelegd en de lijn opgebroken.

## Overblijfselen/verwijzingen
- Remise, Draaibrug
- Personeelswoningen, Draaibrug
- Appartementencomplex De Remise, Breskens

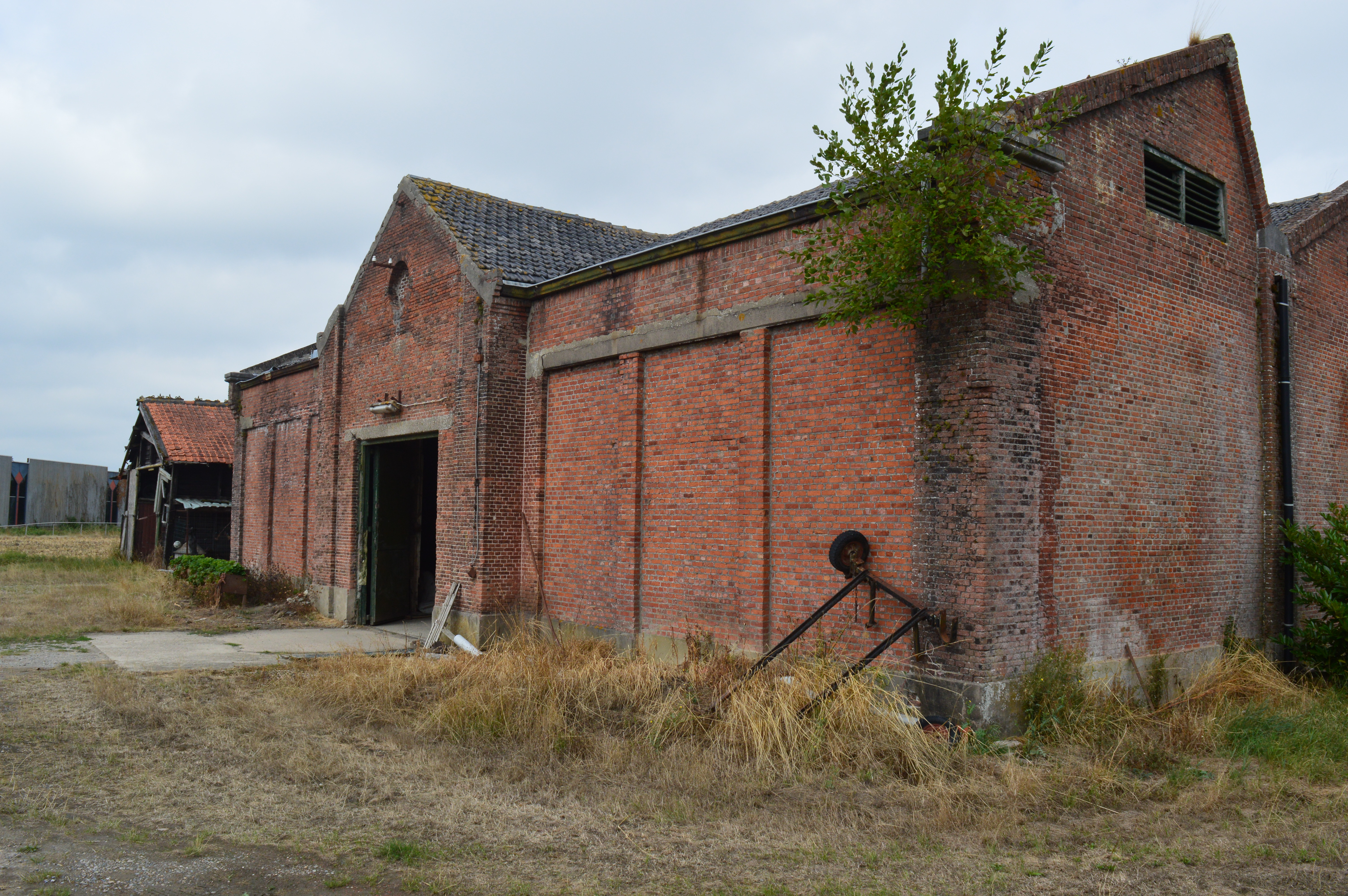
Remise, Draaibrug
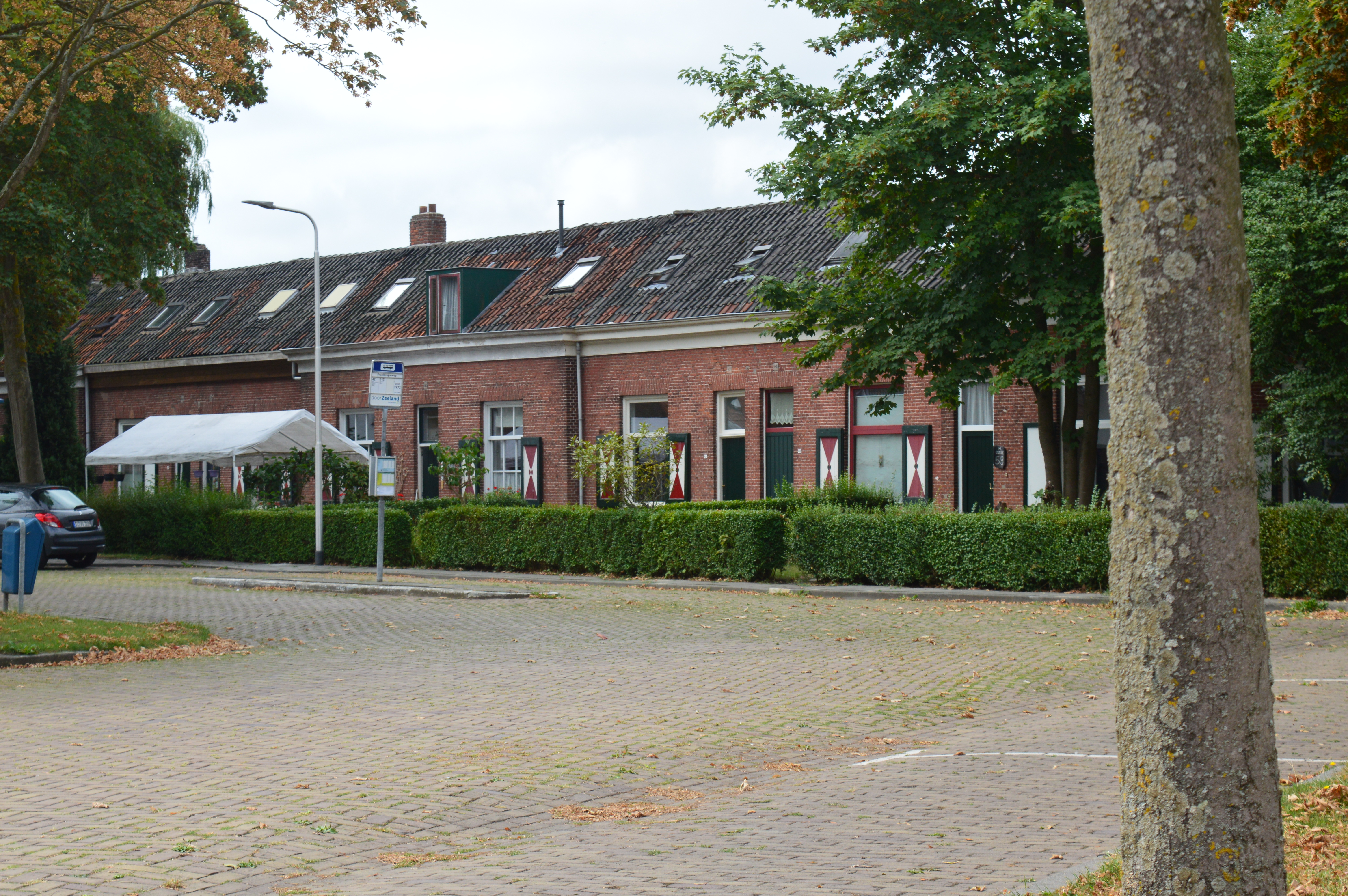
Personeelswoningen Draaibrug
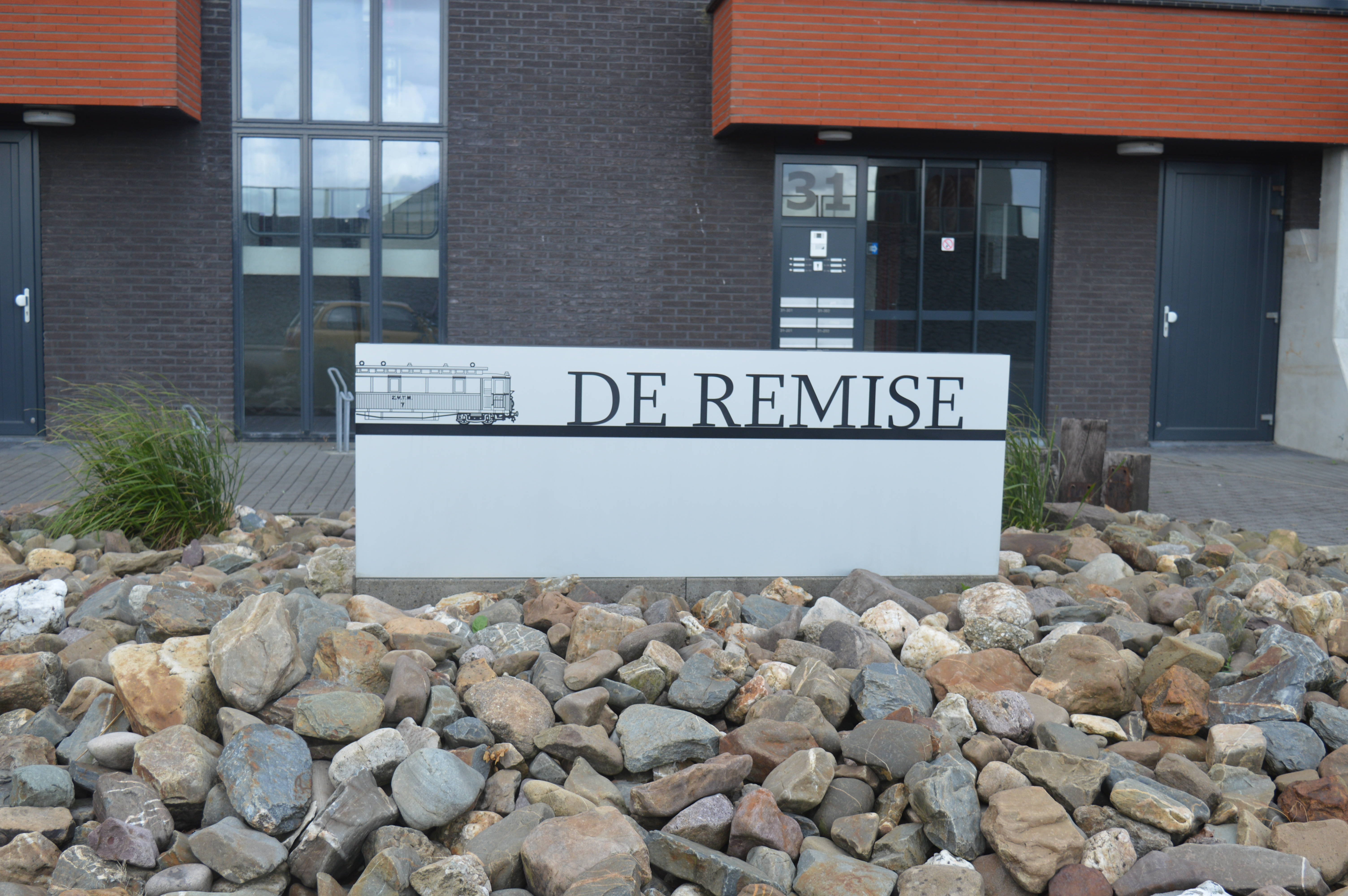
De Remise, Breskens